# Pseudotrachypus elongatus
Pseudotrachypus elongatus là một loài rêu trong họ Trachypodaceae. Loài này được (R.S. Williams) W.R. Buck mô tả khoa học đầu tiên năm 1994.